# جهاز عصبي جسدي
الجهاز العصبي الجسدي (بالإنجليزية: Somatic nervous system)‏ أو البدني هو الجزء من الجهاز العصبي المحيطي الذي يتحكم في الإحساس البدني ( الشعوري) والعضلات الهيكلية (الإرادية)، و يضم الجهاز العصبي الجسمي جهاز عصبي جسمي مركزي يضم المراكز العصبية الشعورية، وجهاز عصبي جسمي محيطي يضم الأغصان العصبية الحسية والحركية والمختلطة الجسمية المتفرعة من الأعصاب المخية والأعصاب الشوكية.